# Protestas en Venezuela de 2007
Las protestas en Venezuela de 2007 fueron una serie de protestas llevadas a cabo por diversos motivos, entre los más relevantes el cierre de RCTV y el referéndum constitucional propuesto por el presidente Hugo Chávez.

## Primeras manifestaciones
El 9 de enero de 2007, manifestaciones en Catia La Mar que solicitaban la destitución del gobernador Antonio Rodríguez San Juan terminaron 4 personas detenidas. A mediados de enero después de que un funcionario policial hiriera a 2 estudiantes, inician protestas en la Escuela Técnica Industrial Rubén González, que dejan 2 estudiantes heridos y 13 detenidos, y 5 funcionarios lesionados. El 2 de febrero una protesta de mineros del estado Bolívar deja 10 detenidos. El 7 de febrero 16 estudiantes deben ser atendidos por presentar principio de asfixia a causa de los gases lacrimógenos lanzados durante una manifestación en Caracas en donde funcionarios policiales también resultaron heridos. El día 14 la policía del estado dispersa la protesta en la Villa Olímpica de Naguanagua, estado Carabobo,  lanzando gases lacrimógenos y perdigones, resultando 6 atletas heridos y 4 intoxicados.

## Fundación del Movimiento Estudiantil
Los activistas estudiantiles se han estado movilizando en Venezuela desde 1998. En 2002, se fundó la Red Democrática Universitaria Estudiantil, una federación nacional de estudiantes. Según Rayma López, una de las líderes estudiantiles involucradas con la organización:
"los líderes estudiantiles se reunían, pero como la inteligencia policial los acosaba y perseguía, estas reuniones se paralizaron".

## Cierre de RCTV

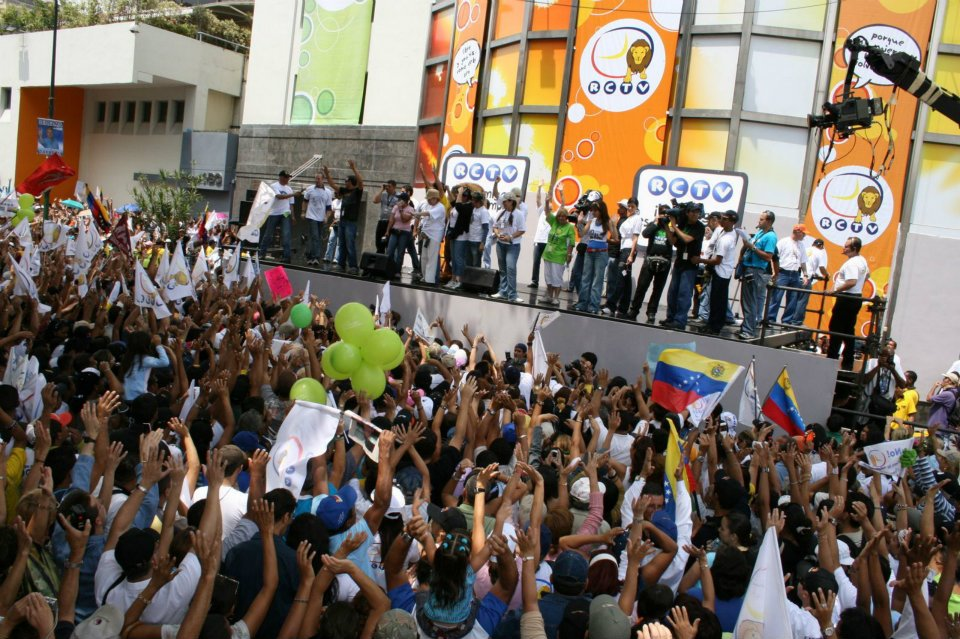
Protestas por el cierre de RCTV.

En diciembre de 2006, el presidente Hugo Chávez anunció su intención de no renovar la concesión de Radio Caracas Televisión (RCTV), el último canal de televisión crítico del país, bajo el argumento de haber participado en el golpe de Estado de 2002, y por su respaldo al paro petrolero, lo que provocó miles de manifestaciones en todo el país. Estudiantes universitarios y escolares se reunieron en todo el país y organizaron talleres sobre principios de derechos humanos; el cierre previsto "violó dos derechos humanos: la libertad de expresión y la libertad de pensamiento". El 27 de mayo de 2007  un enfrentamiento en Caracas deja 11 policías heridos y 15 manifestantes fueron detenidos.
El 28 de mayo de 2007, el gobierno venezolano no renovó la licencia de transmisión de RCTV. En los días previos a la decisión, estudiantes de diferentes universidades del país ya habían comenzado a reunirse en sus campus para protestar. Creían que sin RCTV, la gente se quedaría sin una fuente objetiva de información, ya que todos los demás canales privados habían hecho tratados con el gobierno sobre qué transmitir. El día que se hizo el anuncio, las protestas estudiantiles fueron disueltas violentamente por la Guardia Nacional Bolivariana utilizando gases lacrimógenos y disparos de rifle de fogueo, mientras que algunos estudiantes que protestaban incluso fueron atacados con munición real por Chavistas. Disturbios de Caracas resultaron tres manifestantes heridos y un policía, ese mismo día 4 personas fueron heridas de bala en Valencia.
En San Antonio de los Altos unas 300 personas se enfrentan con brigadas de la policía del estado, resultando decenas de manifestantes asfixiados por los gases lacrimógenos y 3 estudiantes heridos por objetos contundentes. En San Cristóbal 9 universitarios y 25 efectivos policiales resultan heridos tras un enfrentamiento. El 29 de mayo un estudiante en Rubio y un manifestante en Valencia reciben heridas de bala al participar en manifestaciones. Ese mismo día el ministro de interior Pedro Carreño informo que 182 personas, entre ellas 107 menores de edad, fueron detenidos a casa de las protestas de los últimos 2 días.

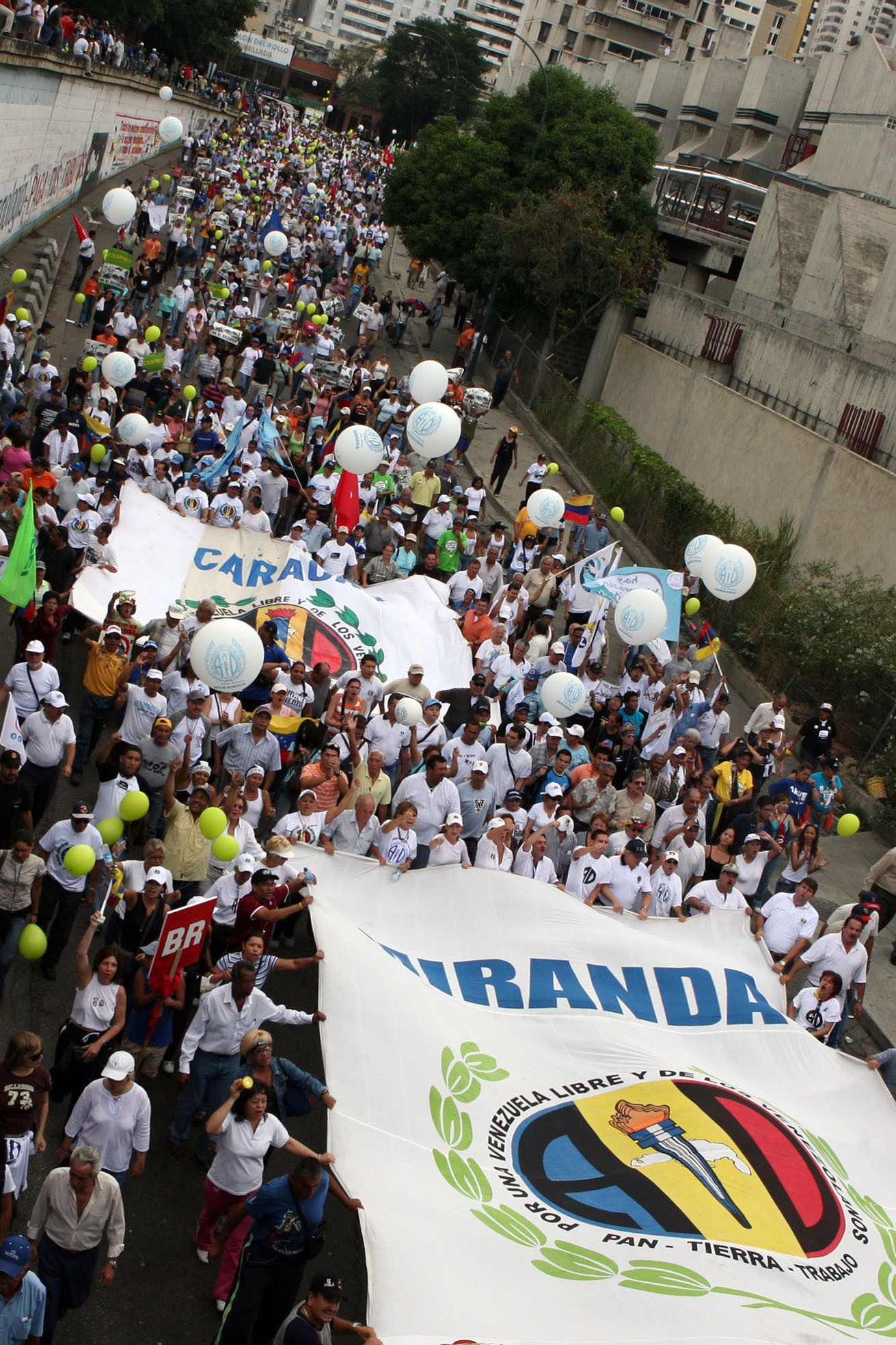
Militantes de Acción Democrática protestan contra el cierre de RCTV.

En el Municipio Los Salias 203 persona son detenidas tras refriegas. El 30 de mayo una manifestación en la Universidad Nacional Experimental Francisco de Miranda termina con 10 estudiantes heridos e intoxicados por los gases lacrimógenos. El 1 de junio en la ciudad de Mérida más de 12 mil personas entre autoridades, profesores y estudiantes de la Universidad de Los Andes, junto con representantes de los partidos políticos opositores y la sociedad civil, marchan por las calles en defensa de la autonomía universitaria y la libertad de expresión, esta resultó con 8 personas heridas y 16 detenidas. En el municipio Lander 7 estudiantes son detenidos y en Maracaibo 20 estudiantes son heridos entre la Universidad Católica Cecilio Acosta, Universidad Rafael Belloso Chacin y la Universidad del Zulia en la UNICA Andrés Peretti Serra y Javier Vieras encabezaban las manifestaciones en la mencionada casa de estudios superior. Los últimos 5 días de protestas en el estado Carabobo saldaron con 11 heridos y 34 detenidos, entre ellos 10 menores de edad. En el estado Anzoátegui una semana de manifestaciones dejó un saldo de 9 detenidos. El 5 de junio una manifestación en apoyo a RCTV en la Universidad Rafael Belloso Chacín termina con 45 jóvenes heridos, 15 detenidos, 2 efectivos militares lesionados, al día siguiente la Guardia Nacional Bolivariana vuelve a reprimir una manifestación a fuerza de bombas lacrimógenas y perdigones dejando otros 15 estudiantes heridos y 50 asfixiados.

Varios meses después, el Movimiento estudiantil venezolano tuvo la oportunidad de presentar sus opiniones ante el parlamento cuando Por la Democracia Social (que recientemente se había unido a la oposición) luchó por el derecho de los estudiantes a plantear sus preocupaciones. Los representantes estudiantiles hablaron en el parlamento el 7 de junio de 2007. Douglas Barrios, líder estudiantil de la Universidad Metropolitana, pronunció un discurso en el que abordó la neutralidad política del movimiento estudiantil:
No somos neoliberales, somos seres liberados. No somos la oposición; somos una propuesta. La juventud no está hoy en las calles luchando por intereses comerciales o tendencias políticas. Estamos en las calles haciendo política sin políticos tradicionales, luchando por nuestra nación, protegiendo los intereses de nuestra sociedad.

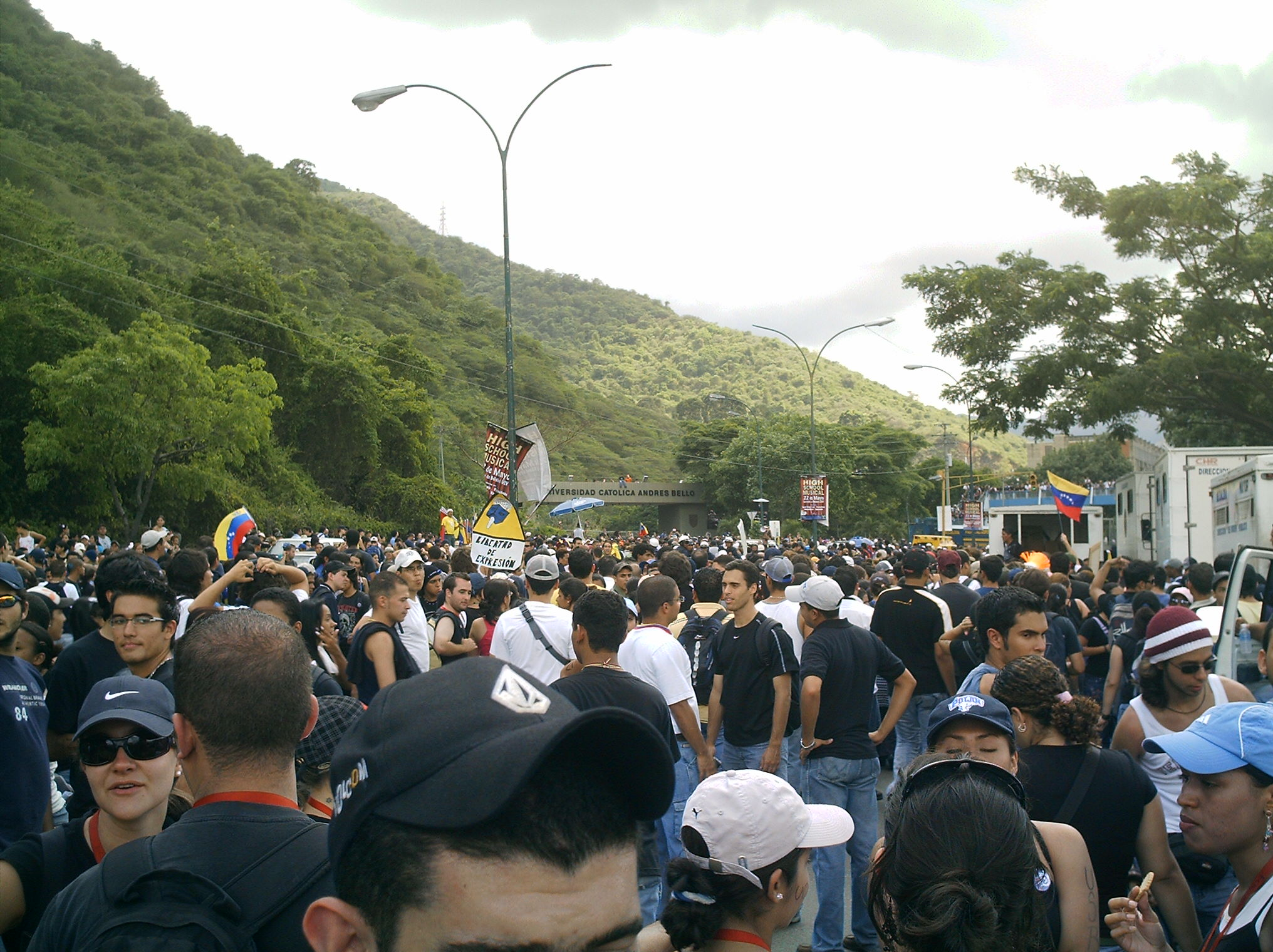
Estudiantes de la Universidad Central de Venezuela en las afueras de la Universidad Católica Andrés Bello luego que la policía bloqueara el acceso a dicha universidad.

La transmisión fue de gran ayuda para el movimiento estudiantil, ya que se hicieron mucho más conocidos en todo el país debido a la exposición que recibieron en los medios. El movimiento experimentó una expansión y se vio obligado a reorganizarse, reduciendo de 127 representantes estudiantiles a 8, para lograr un consenso mejor y más eficiente en las reuniones. Estos 8 representantes fueron elegidos de ocho universidades de Caracas, mientras que otro comité contó con otros 25 representantes, entre ellos dirigentes como Stalin González, Fabricio Briceño, Ricardo Sánchez, Rayma López, Yon Goicoechea y Freddy Guevara.
A finales de junio, RCTV Internacional Televisión logró continuar produciendo transmisiones diarias no oficiales publicándolas en YouTube y transmitiendo con un personal severamente reducido, aunque el gobierno se negó a influir en su decisión de no renovar la licencia del canal. 

## Protestas por el referéndum

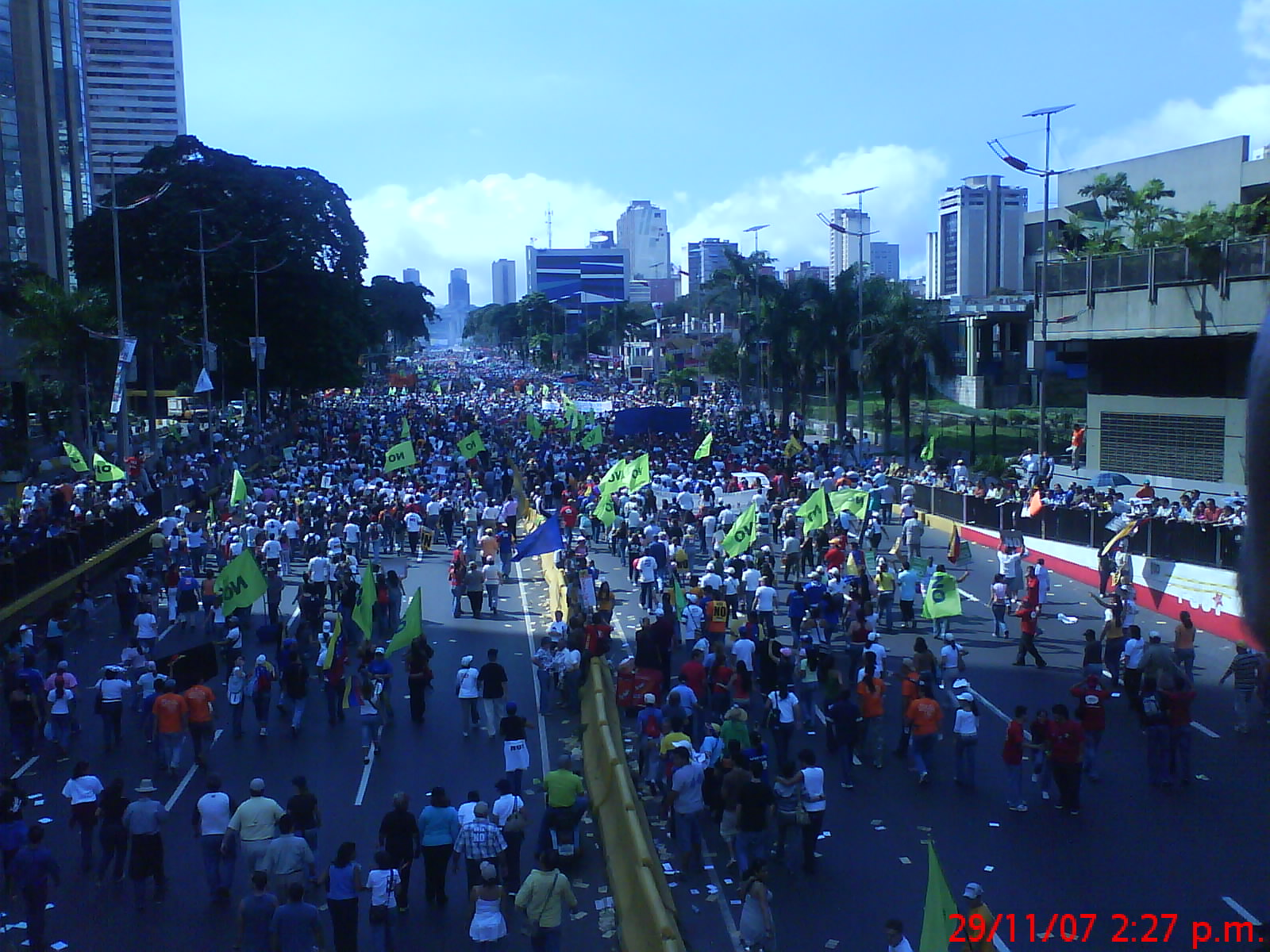
Marcha de noviembre.

El 14 de junio manifestaciones en el Estado Carabobo deja un estudiante herido de bala, 3 agentes policiales lesionados con piedras y 10 detenidos.

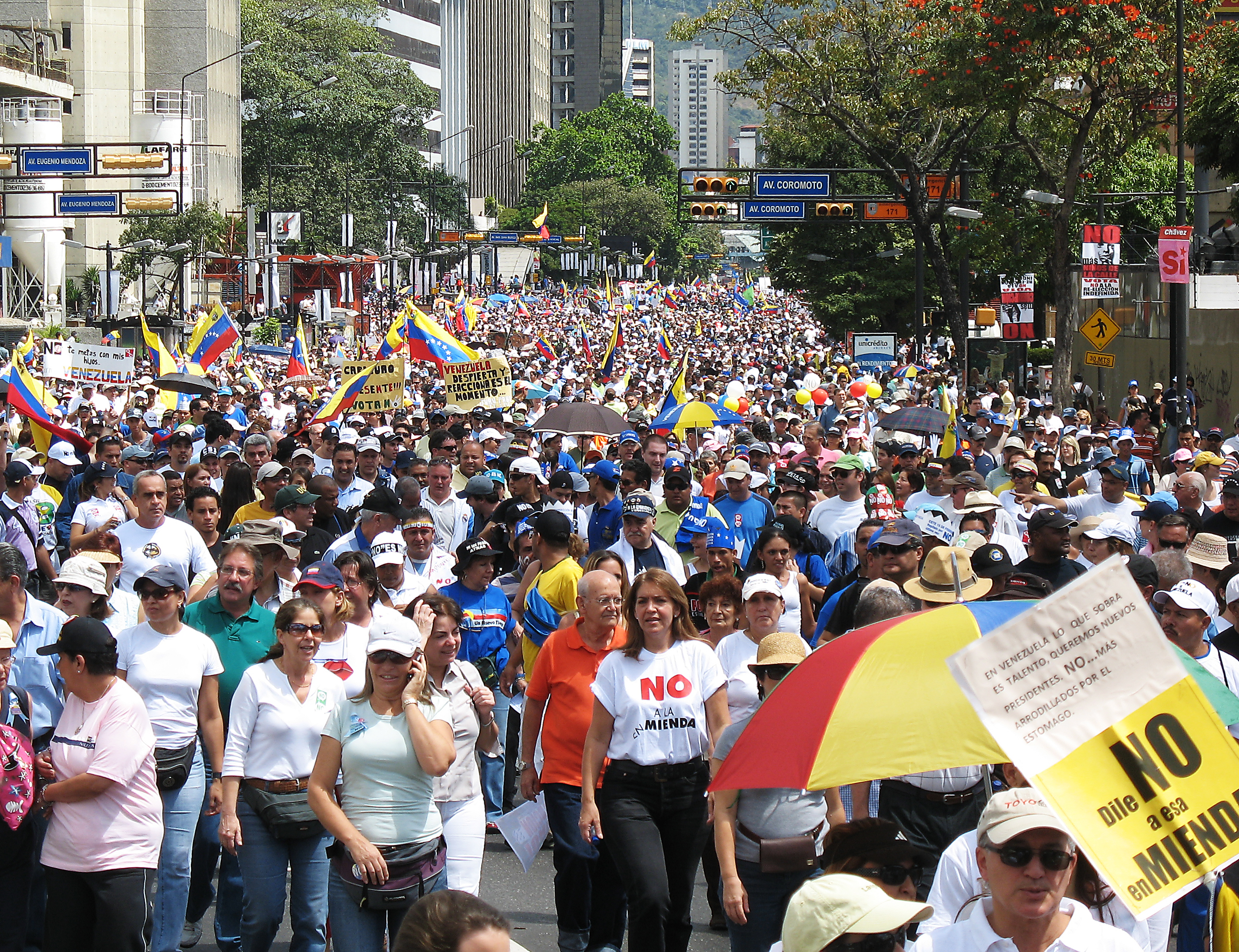
Oposición al gobierno de Hugo Chávez durante el referéndum de 2007.

El impulso que había cobrado el Movimiento estudiantil venezolano después del cierre de RCTV se canalizó en protestas contra el referéndum nacional propuesto por Hugo Chávez, ya que los estudiantes creían que las 69 enmiendas en la boleta le darían al presidente demasiado poder sobre el gobierno y el país. Aunque el movimiento estudiantil no se limita a la oposición, han sido los estudiantes de la oposición los que han obtenido el mayor apoyo, en parte porque no están afiliados oficialmente a ningún cuadro político.

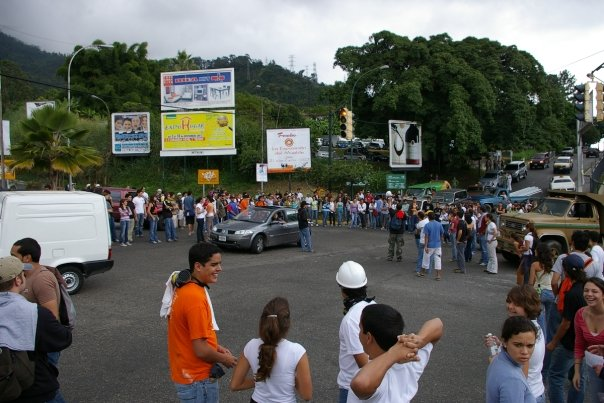
Protestas estudiantiles en Venezuela.

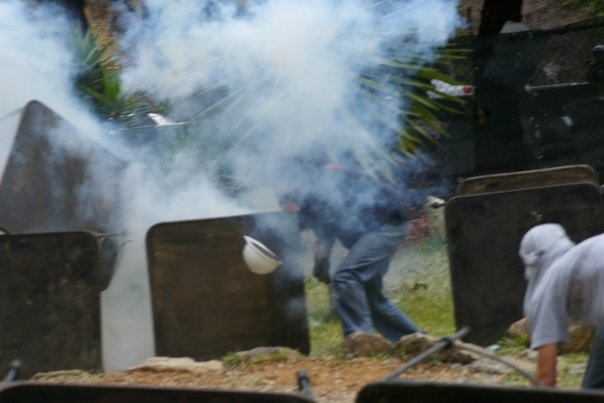
Bombas lacrimógenas contra manifestantes.

El 31 de octubre estudiantes de universidades públicas y privadas, junto con gremios sindicales y representantes de la sociedad civil marchan en San Cristóbal en rechazó a la reforma constitucional, 27 estudiantes resultan heridos con perdigones.
El 2 de noviembre, una protesta en la Universidad del Zulia dejó 2 muertos y 8 heridos luego de que sicarios atacaran las protestas estudiantiles, la estudiante afiliada a Primero Justicia  Flavia Isapia y uno de los presuntos sicarios terminaron muertos. Ese mismo mes, surgieron manifestaciones en Caracas, Venezuela y otras seis ciudades por los cambios constitucionales propuestos. "Decenas de miles" de votantes del "Sí" marcharon en Caracas después de que finalmente se aprobara el referéndum el 2 de noviembre. Una protesta del 8 de noviembre en la Universidad Central de Venezuela resultó en enfrentamientos entre estudiantes y varios pistoleros enmascarados, con 11 heridos.

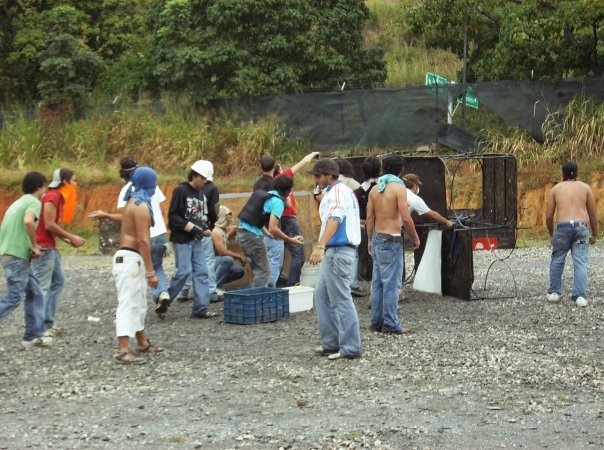
Enfrentamientos.

A finales de noviembre de 2007, pocos días antes del referéndum, decenas de miles de personas marcharon en Caracas para votar tanto por el "Sí" como por el "No". Un político de la oposición estimó la multitud que marchaba por el voto del "No" en 160.000 personas. Las protestas fueron en gran medida pacíficas y sólo informo la muerte de un trabajador, Jorge Rodríguez Gómez, señaló que unas 80 personas han sido detenidas.

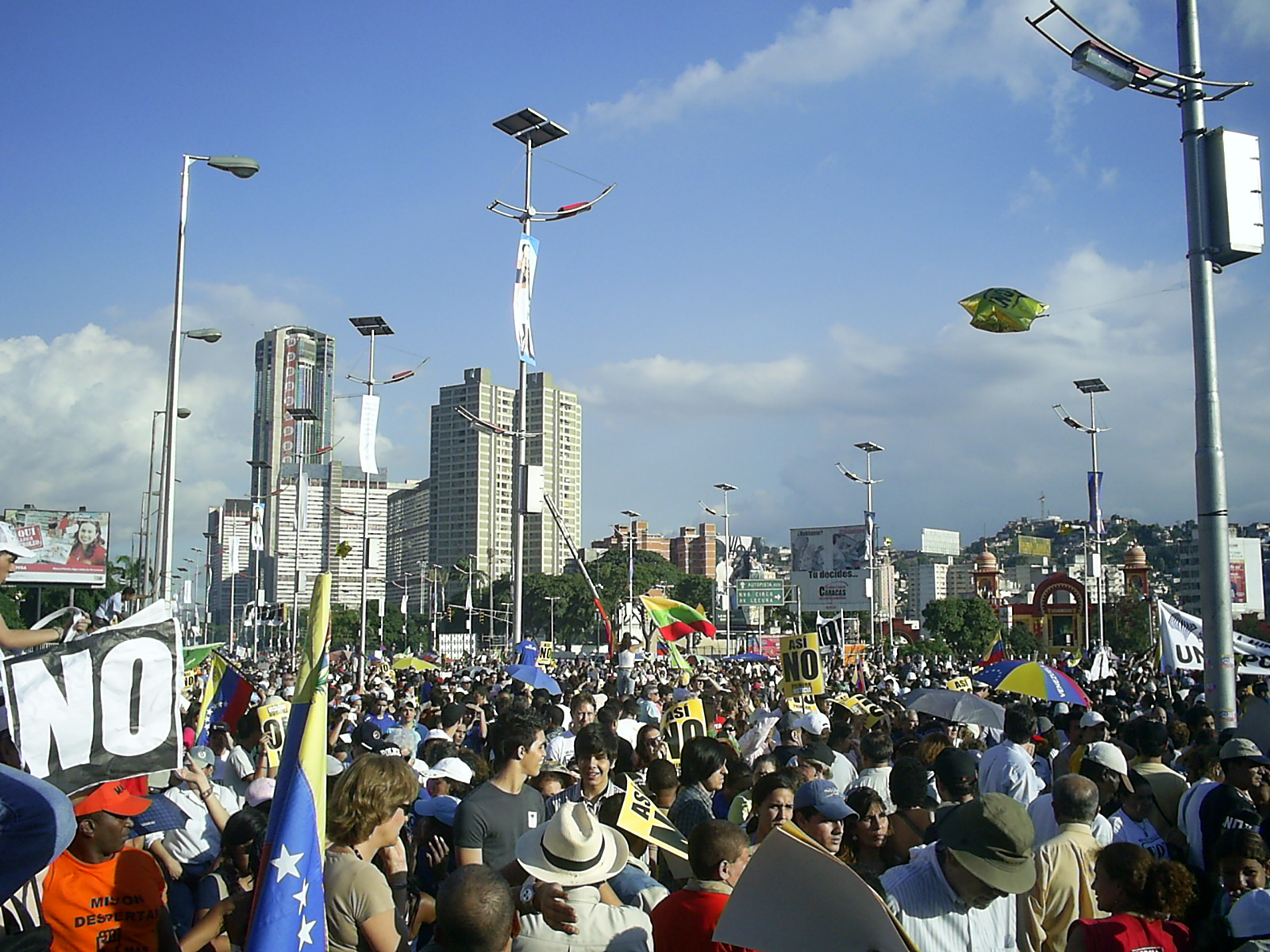
Cierre de campaña por el NO.

Algunos de los partidarios de Chávez expresaron preocupación y desacuerdo con sus propuestas para cambiar la constitución. Muchos votantes se abstuvieron en la votación, en lugar de votar "No" contra Chávez. El movimiento estudiantil jugó un papel crucial en la consolidación de esta posición y en la organización de numerosas manifestaciones.